# Lozarevo
Lozarevo (bulgariska: Лозарево) är ett distrikt i Bulgarien.   Det ligger i kommunen Obsjtina Sungurlare och regionen Burgas, i den östra delen av landet, 290 km öster om huvudstaden Sofia.
Trakten runt Lozarevo består till största delen av jordbruksmark. Runt Lozarevo är det ganska glesbefolkat, med 34 invånare per kvadratkilometer.